# Венгрівка (зупинний пункт)
Ве́нгрівка — пасажирська зупинна залізнична платформа Рівненської дирекції Львівської залізниці.
Розташована між селами Вільхівка та Ковбань Горохівський район, Волинської області на лінії Львів — Ківерці між станціями Звиняче (4 км) та Сенкевичівка (6 км).
Станом на грудень 2016 р. на платформі зупиняються приміські поїзди.